# Großsteingräber bei Deutsch-Nienhof
Die Großsteingräber bei Deutsch-Nienhof sind eine Gruppe von fünf megalithischen Grabanlagen der jungsteinzeitlichen Trichterbecherkultur bei Deutsch-Nienhof, einem Ortsteil von Westensee im Kreis Rendsburg-Eckernförde in Schleswig-Holstein. Sie tragen die Sprockhoff-Nummern 164–168.

## Lage
Die Gräber befinden sich nordwestlich von Deutsch-Nienhof und liegen auf einer etwa 460 m langen ostnordost-westsüdwestlich verlaufenden Linie. Die Gräber 1–4 liegen auf einem Feld und Grab 5 in einem Waldstück. Grab 1 ist das westlichste. Grab 2 befindet sich 70 m ostnordöstlich, Grab 3 weitere 30 m ostnordöstlich, Grab 4 nochmals 140 m östlich und Grab 5 weitere 230 m ostnordöstlich. 2,8 km nördlich dieser Gruppe liegt das Großsteingrab Bossee.

## Beschreibung

### Grab 1
Diese Anlage besitzt eine ost-westlich orientierte ovale Hügelschüttung mit einer Länge von 15 m, einer Breite von 11 m und einer erhaltenen Höhe von 1 m. Bei der Grabkammer handelt es sich um einen ost-westlich orientierten erweiterten Dolmen mit einer Länge von 2 m und einer Breite von 1,1 m. Es sind noch drei Wandsteinpaare an den Langseiten und je ein Abschlussstein an den Schmalseiten erhalten. Der westliche und der mittlere Stein der Nordseite sind in die Kammer geneigt, der westliche Stein der Südseite ist nach außen geneigt. Die restlichen Steine stehen noch in situ. Die Decksteine fehlen. Wo sich der ursprüngliche Zugang zur Kammer befand, ist unbekannt.

### Grab 2
Diese Anlage besitzt eine ost-westlich orientierte, schwach ovale Hügelschüttung mit einer Länge von 16 m, einer Breite von 15 m und einer Höhe von 2 m. Im Osten und Westen sind noch einige Steine der Umfassung erhalten. Die Grabkammer liegt etwas südöstlich der Hügelmitte. Es handelt sich um einen ost-westlich orientierten erweiterten Dolmen mit einer Länge von 2 m und einer Breite von 1,6 m im Westen und 1 m im Osten. Es sind drei Wandsteinpaare an den Langseiten und je ein Abschlussstein an den Schmalseiten erhalten. Das östliche Wandsteinpaar ist schräg gestellt, sodass sich die Kammer an diesem Ende verjüngt. Von den beiden Decksteinen liegt der westliche noch auf den Wandsteinen auf. Vom östlichen ist nur ein Bruchstück erhalten. Wo sich der ursprüngliche Zugang zur Kammer befand, ist unbekannt.

### Grab 3
Diese Anlage besaß eine runde Hügelschüttung mit einem Durchmesser von 16 m, von der nur noch die westliche Hälfte erhalten ist. Eine steinerne Umfassung konnte nicht festgestellt werden. Von der nordnordwest-südsüdöstlich orientierten Grabkammer sind nur der nördliche Abschlussstein und die beiden angrenzenden Wandsteine erhalten. Nach Ernst Sprockhoffs Rekonstruktion könnte es sich um einen Urdolmen handeln.

### Grab 4
Diese Anlage besitzt eine runde Hügelschüttung mit einem Durchmesser von etwa 13–14 m. Vor allem im Norden sind noch zahlreiche Umfassungssteine erhalten. Die Grabkammer liegt südlich der Mitte. Es handelt sich um ein ost-westlich orientiertes Ganggrab mit einer Länge von 3,5 m und einer Breite von 1,2 m. Es sind noch vier Wandsteine an der nördlichen und einer an der südlichen Langseite sowie die beiden Abschlusssteine an den Schmalseiten in situ erhalten. Drei Wandsteine der Südseite fehlen. Von den ursprünglich wohl drei Decksteinen ist nur der westliche erhalten. Vor der Südseite liegt ein weiterer Stein, bei dem es sich vermutlich um den Deckstein des Gangs handelt.

### Grab 5
Diese Anlage besitzt eine runde Hügelschüttung mit einem Durchmesser von etwa 10–11 m. Bei der mittig gelegenen Grabkammer handelt es sich um ein ost-westlich orientiertes Ganggrab mit einer Länge von 3,3 m und einer Breite von 1,2 m. Alle vier Wandsteine der südlichen und die beiden westlichen der nördlichen Langseite sowie der östliche Abschlussstein sind noch in situ erhalten. Zwei Wandsteine der Nordseite und der westliche Abschlussstein fehlen. Von den ursprünglich wohl drei Decksteinen ist nur der westliche erhalten. Der Zugang zur Kammer befindet sich an der Mitte der Südseite. Von dem vorgelagerten Gang ist nur noch ein Wandstein erhalten.